# Скугхал
Скугхал (на шведски: Skoghall) е град в западната част на централна Швеция, лен Вермланд. Главен административен център на община Хамарьо. Разположен е на остров Хамарьо на северния бряг на езерото Венерн. Намира се на около 250 km на запад от столицата Стокхолм и на 7 km на юг от Карлстад. Има пристанище. Населението на града е 13 265 жители според данни от преброяването през 2010 г.